# Bělá nad Radbuzou
Bělá nad Radbuzou là một thị trấn thuộc huyện Domažlice, vùng Plzeňský, Cộng hòa Séc.